# Schienenverkehr in Algerien
Der Schienenverkehr wurde in Algerien von einer Vielzahl privater Bahngesellschaften begründet und noch während der französischen Kolonialherrschaft weitgehend verstaatlicht. Heute werden die Eisenbahnen als Staatsbahn betrieben und in Algier entstehen ein Straßenbahn- und ein U-Bahn-Netz.

## Geschichte

### Eisenbahn

Netz der wichtigsten Eisenbahnlinien Algeriens

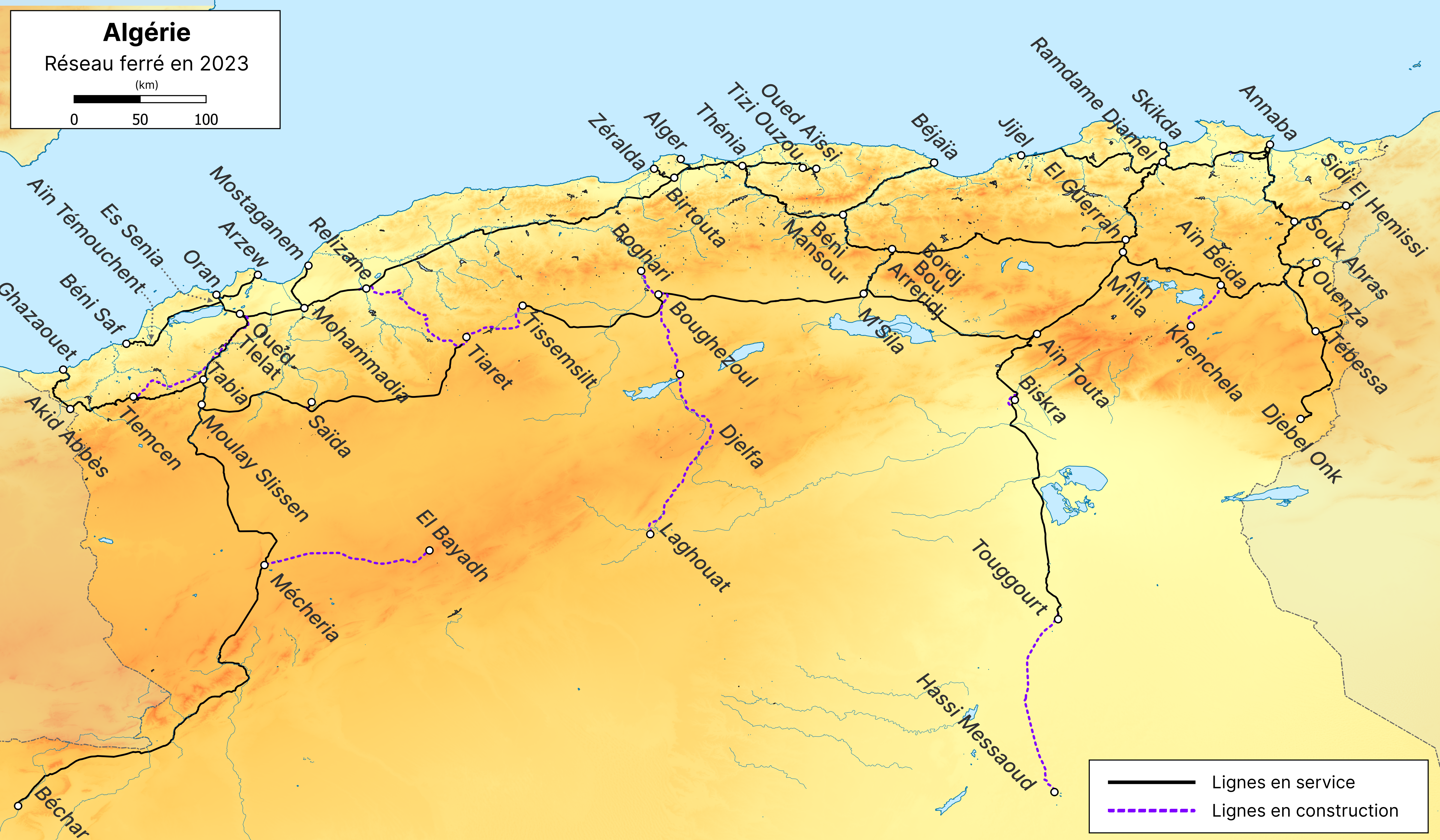
Streckennetz in Algerien (Stand: August 2023, französisch)

Seit den 1830er Jahren gab es Überlegungen, auch in Algerien Eisenbahnstrecken zu errichten. Die ersten entstanden unter französischer Kolonialherrschaft in der zweiten Hälfte des 19. Jahrhunderts. Die 1853 gegründete Société Civile des Mines et Hauts Fourneaux des Karezas betrieb südlich von Annaba Bergbau und errichtete dafür die erste Eisenbahn in Algerien, die jedoch nur dem Erztransport diente. Die 11 km lange Strecke wurde am 1. September 1859 eröffnet und verband die Eisenerzgrube von Karezas mit dem Flusshafen an der Seybouse bei Annaba. Sie hatte die unübliche, nur in Algerien verwendete Spurweite von 1055 mm.
Die rechtliche Grundlage für den Bau öffentlicher Eisenbahnen wurde durch ein am 8. April 1857 in Paris unterzeichnetes Dekret geschaffen, das die Errichtung von insgesamt 1357 km Eisenbahnstrecken vorsah. Eine Strecke von Algier nach Constantine im Osten und nach Oran im Western mit einer Zweigstrecke nach Sidi bel Abbès und Tlemcen waren vorgesehen. Des Weiteren waren Zweigstrecken von den Häfen zur Hauptstrecke geplant, die Verbindungen von Annaba und Skikda nach Constantine, von Bejaia nach Sétif, von Ténès nach El Asnam sowie von Mostaganem und Arzew nach Relizane. 1858 begann die französische Armee mit dem Bau der normalspurigen, 51 km langen Strecke von Algier nach Blida.
1860 wurde die private Compagnie des Chemins de Fer Algériens (CFA) gegründet, die die Konzession für diese Strecke erhielt, sowie für die Strecken Oran–Sig und Constantine–Skikda. Die einzige Strecke, die CFA tatsächlich eröffnen konnte, war die Strecke nach Blida, die am 8. Juli 1862 eröffnet wurde und somit die erste öffentliche Eisenbahn in Algerien war. Die Gesellschaft geriet jedoch in finanzielle Schwierigkeiten, da Entwicklungen im Nahen Osten die Aufnahme von Kapital an der Londoner Börse erheblich erschwerte.
Die Société de Mokta el Hadid übernahm die Société Civile des Mines et Hauts Fourneaux des Karezas und verlängerte 1862 deren Strecke Karezas–Annaba nach Westen bis Ain Mokra, wo sich die Mokta-el-Hadid-Mine befand. Die Gesamtlänge der Schmalspurbahn betrug nun 32 km.
Nachdem die CFA aufgrund mangelnder Finanzen nicht in der Lage war, den Streckenbau weiter zu verfolgen, wurde ein neuer Konzessionär gesucht. Dieser wurde in der Compagnie des chemins de fer de Paris à Lyon et à la Méditerranée (PLM) gefunden. 1863 wurden die Vermögenswerte und Konzessionen der CFA im Austausch gegen 3-%-Anleihen der PLM an diese übertragen, die ihre Geschäftstätigkeiten in Algerien unter dem Namen PLM réseau d’Algérie (PLMA) fortsetzte. Die Konzession der PLMA wurde auf die gesamte Strecke von Oran nach Algier ausgeweitet, wobei die Konzession für die beiden Endstücke dieser Strecke von der CFA bereits vorhanden war. Der Bau der Strecken verlief jedoch nur langsam; Oran–Sig wurde 1868 eröffnet, gefolgt von der 87 km langen Strecke Skikda–Constantine 1870 und der durchgehenden 422 km langen Strecke Oran–Algier im Mai 1871.
1874 erhielt die Compagnie franco-algérienne (FA) die Konzession zum Bau einer Strecke von Arzew nach Saïda und einer eventualen Verlängerung bis Géryville. Die im September 1879 eröffnete Strecke in 1055-mm-Spurweite wurde ohne öffentliche Subventionen oder Zinsgarantien als Industriebahn gebaut. Mit der Konzession war das Recht auf den Anbau von Halfagras auf 300.000 Hektaren verbunden, das für industriell für Flechtarbeiten und die Papierherstellung verwendet wurde.
Nachdem im Mai 1874 das französische Gesetz über den Bau und Betrieb von Lokalbahnen in Algerien übernommen worden war, unterzeichnete das Département Constantine einen Vertrag mit dem Unternehmen Batignolles für den Bau und Betrieb der 88 km langen Lokalbahn Bône–Guelma, die 1877 eröffnet wurde und von der Compagnie des chemins de fer de Bône–Guelma et prolongements (BGP), einer Tochtergesellschaft von Batignolles, betrieben wurde. 1877 wurde ein öffentliches Interesse an dieser Strecke sowie deren Verlängerung festgestellt, sodass mit staatlicher Unterstützung im Juni 1879 die Strecke Guelma–El Chroub und im Juni 1881 die Strecke Duvivier–Souq Ahras eröffnet werden konnten.
Ebenfalls im Mai 1874 erhielt die Compagnie MM. Seignette et Cie die Konzession für den Bau der 51 km langen Lokalbahn Oued Tlelat–Sidi bel Abbès im Westen Algeriens, die im Mai 1877 von der Compagnie des chemins de fer de l’Ouest algérien (COA) eröffnet wurde.
1875 erhielt der Bauunternehmer Henri Joret die Konzession für den Bau von Strecken im Osten Algeriens. Dazu gehörten die Hauptstrecke Constantine–Sétif, die im Mai 1879 von der Compagnie des chemins de fer de l’Est algérien (CEA) eröffnet wurde, sowie die Lokalbahnen von El-Harrach nach Boudouaou und Thénia, die im August 1879 beziehungsweise im September 1881 eröffneten.
1875 gründete Charles Lartigue eine Eisenbahngesellschaft, um eine von ihm konzipierte Einschienenbahn zu bauen und zu betreiben. Die mit Maultieren betriebene Strecke von Oran nach Damnesne verkehrte von 1875 bis 1881. 
1879 wurde erstmals die Möglichkeit untersucht, eine Bahnstrecke (chemin de fer transsaharien) zu bauen, die Algerien mit den französischen Kolonien südlich der Sahara verbinden sollte. Das Projekt wurde oft diskutiert, aber nie verwirklicht. Das Streckennetz in Algerien wurde in den 1870er und 1880er Jahren ständig ausgebaut, weiter teils mit 1435 mm und teils mit 1055 mm Spurweite. Ab 1885 kamen dann auch Konzessionen für Meterspur-Strecken hinzu. Von diesen ist heute keine mehr in Betrieb.
1898 kam es zur Gründung der Compagnie des chemins de fer algériens de l’État (CFAE), der ersten algerischen Staatsbahn, durch die Provinz Oran. Ihre erste Strecke wurde in 1055 mm errichtet.
1901 war Algerien wirtschaftlich selbständig geworden und seit 1904 gab es Bestrebungen, die Eisenbahn-Tarife in dem zersplitterten Eisenbahnsystem zu vereinheitlichen sowie private Bahngesellschaften staatlicherseits aufzukaufen und in die CFAE einzugliedern. Der Prozess zog sich bis 1922 hin, als auch die Strecken unter der Kontrolle der PLM durch die Staatsbahn übernommen wurden, die jetzt unter dem Namen Chemins de fer algériens de l’État (CFAE) firmierte und nun den überwiegenden Teil des Netzes in einer Hand vereinigte. In den folgenden Jahren wurden weiter kleinere Strecken und Trambahnlinien von der (CFAE) übernommen. Eine zweite staatliche Eisenbahngesellschaft war die Réseau oranais de l’État (ROE), die 1933 mit der CFAE fusionierte.
1938 wurde die Société nationale des chemins de fer français (SNCF) gegründet, in der auch die CFAE aufging. 1939 wurde in diesem Rahmen ein Office des chemins de fer français en Algérie gegründet, das das Monopol für den Eisenbahnbetrieb in Algerien innehatte.
Am 16. Mai 1963 wurde nach der Unabhängigkeit Algeriens die Société nationale des chemins de fer algériens (SNCFA) als nationale Eisenbahngesellschaft für Algerien gegründet. Der algerische Staat war Mehrheitseigner. Am 25. März 1976 wurde die SNCFA in drei Gesellschaften aufgespalten:
Die Société nationale des transports ferroviaires algériens (SNTF) für den Transport, die Société nationale chargée du renouvellement et de l’extension du réseau (SNERIF) für den Bau und Ausbau der Eisenbahninfrastruktur und die Société d’engineering et de réalisation d’infrastructures ferroviaires (SIF) für deren Betreuung und Modernisierung. Beide Gesellschaften gingen später in der SNTF auf. Die SNTF hat das Monopol für den Eisenbahnbetrieb in Algerien.
2005 entstand die Agence nationale d’études et de suivi de la réalisation des investissements ferroviaires (ANESRIF), um eine Reihe von Neubauprojekten umzusetzen, die der Zehnjahresplan von 2003 vorsah. Dazu zählt auch die Umspurung der Bahnstrecke Blida–Béchar auf Normalspur und die weitere, umfangreiche Elektrifizierung des Streckennetzes.

### Städtische Nahverkehrssysteme
1875 wurde eine Gesellschaft konzessioniert, um in Algier und Umgebung eine Pferdestraßenbahn zu errichten. Ab 1891/92 folgte der Bau einer Dampfstraßenbahn in der Spurweite 1055 mm, mit der Elektrifizierung wurde 1896 begonnen. 1898 wurde dann auch eine elektrische Straßenbahn für Oran konzessioniert. Beide Systeme bestehen nicht mehr. In Algier und Oran sowie anderen algerischen Städte wurden mit französischem Knowhow neue Straßenbahnsysteme wieder aufgebaut.

## Gegenwart

### Eisenbahn
Das Streckennetz der SNTF umfasst zwei Spurweiten, das normalspurige Netz ist zu etwas mehr als 10 % elektrifiziert
| Spurweite            | gesamt            | genutzt           | elektrifiziert    |
| -------------------- | ----------------- | ----------------- | ----------------- |
| Normalspur (geplant) | 3227 km (3683 km) | 3150 km (3606 km) | 386,3 km (499 km) |
| 1055 mm              | 1089 km           | 0660 km           | 0 km              |
| Gesamt (geplant)     | 4316 km (4772 km) | 3810 km (4266 km) | 386,3 km (499 km) |

Innerhalb Algeriens bedient die SNTF zurzeit etwa 200 Bahnhöfe. International gibt eine Zugverbindung nach Tunis in Tunesien.

### Straßenbahn
Seit 2011 wurden in Algerien sechs moderne Straßenbahnbetriebe in Betrieb genommen:
- Straßenbahn Algier, 2011
- Straßenbahn Oran, 2013
- Straßenbahn Constantine, 2013
- Straßenbahn Sidi bel Abbès, 2017
- Straßenbahn Ouargla, 2018
- Straßenbahn Sétif, 2018
- Straßenbahn Mostaganem, 2023

Die Straßenbahnnetze Annaba und Batna sind derzeit (2019) in Bau.

### Metro
Am 31. Oktober 2011 wurde in Algier eine erste Metrolinie eröffnet. Sie verbindet den Süden der Stadt über 10 Bahnhöfe mit dem Stadtzentrum. Errichtet wurde sie von einem Konsortium unter der Führung von Siemens. Betreiber ist Entreprise Metro d’Algier.